# Eparchie pařížská svatého Kříže
Eparchie pařížská svatého Kříže (francouzsky Éparchie Sainte-Croix-de-Paris, latinsky Eparchia Sanctae Crucis Lutetiae Parisiorum) je eparchie arménské katolické církve se sídlem v Paříži. Její katedrála Sainte-Croix-des-Arméniens se nachází v ulici Rue du Perche č. 13 ve 3. obvodu.

## Historie
Eparchie vznikla 22. června 1960 jako apoštolský exarchát ve Francii pro arménský ritus. Dne 30. června 1986 byl exarchát povýšen na eparchii se současným názvem.
Eparchie je tzv. imediátní biskupství, což znamená, že je podřízena přímo papeži a nepatří proto k žádné církevní provincii. Prvním biskupem se v roce 1960 stal Garabed Amadouni. 

## Seznam biskupů
- Garabed Amadouni(1960–1971)
  - Sede vacante (1971–1977)
- Grégoire (Krikor) Ghabroyan, I.C.P.B. (1977–2013)
- Jean Teyrouz, I.C.P.B. (2013–2018)
- Élie Yéghiayan, I.C.P.B. (od 2018)